# Chrishell Stause
 Terrina Chrishell Stause (/tɛˌriːnə krɪˌʃɛl ˈstaʊs/; sinh ngày 21 tháng 7 năm 1981) là một nữ diễn viên điện ảnh người Mỹ. Cô được biết đến với vai diễn trên dịch vụ phim ảnh Netflix trong chương trình thực tế Môi giới hoàng hôn, cùng với các vai diễn trên truyền hình trước đó là Amanda Dillon trong All My Children và Jordan Ridgeway trong Days of Our Lives. 

## Tuổi thơ
Stause được sinh ra ở Draffenville, Kentucky. Cô theo học Đại học bang Murray - nơi mà cô đã nhận bằng cử nhân Sân khấu năm 2003. Tên độc đáo của cô bắt nguồn từ ngày sinh của cô. Khi mẹ cô chuyển công tác tại nhà ga Shell, "Chris", người phục vụ, đã kêu cứu. Do đó, "Chrishell" đã được cho cái tên của cô.

## Sự nghiệp
Stause được biết đến nhiều nhất với vai Amanda Dillon trong vở kịch Opera ABC All My Children, một vai diễn mà cô bắt đầu vào ngày 4 tháng 5 năm 2005 khi nhân vật trở lại Thung lũng thông sau 5 năm vắng bóng. Vai diễn của Amanda trước đây được thể hiện bởi Alexis Manta. Vở kịch đã bị hủy bỏ và kết thúc vào ngày 23 tháng 9 năm 2011, và sau đó, khách mời của Stains đóng vai chính trong phần thứ hai của loạt phim Dana Delany Body of Proof. Cô là thành viên của đoàn kịch ngẫu hứng The Groundlings ở Los Angeles.
Vào tháng 4 năm 2013, có nguồn tin cho rằng Stause đã tham gia vào đoàn làm phim NBC Days of Our Lives. Vai diễn của cô, Jordan Ridgeway, xuất hiện lần đầu tiên tại Salem vào ngày 15 tháng 8 năm 2013. Vào ngày 24 tháng 10 năm 2014, có nguồn tin cho rằng Stause sẽ rời khỏi loạt phim vào năm 2015. Năm 2018, đã có thông báo rằng Stause đóng lại vai diễn và sẽ bắt đầu phát sóng vào tháng 2 năm 2019.
Năm 2015, cô xuất hiện như một khách mời trong bộ phim truyền hình của ABC, Mistresses. Vào tháng 4 năm 2016, có thông báo rằng Stause sẽ tham gia vào đoàn làm phim The Young and the Restless với vai Bethany Bryant, ra mắt vào cuối tháng Năm. Cô xuất hiện lần cuối vào ngày 17 tháng 8 năm 2016.
Năm 2017, cô được chọn vào vai chính trong bộ phim đầu tiên của mình, bộ phim kinh dị Eve of Abduction.
Ngoài sự nghiệp diễn xuất, Stause còn là một nhân viên bất động sản. Tác phẩm của cô được giới thiệu trong Sell Sunset, một chương trình truyền hình thực tế của Netflix tập trung vào Tập đoàn Oppenheim, một công ty môi giới bất động sản kinh doanh các biệt thự sang trọng ở Los Angeles.

## Đời sống riêng tư
Stause đã kết hôn với Matthew Morrison từ ngày 9 tháng 12 năm 2006 đến năm 2007.
Vào tháng 1 năm 2014, có tin cho rằng Stause và Justin Hartley đang hẹn hò. Vào tháng 7 năm 2016, cặp đôi tuyên bố đính hôn. Họ đã kết hôn vào ngày 28 tháng 10 năm 2017. Vào tháng 11 năm 2019, Hartley đệ đơn ly hôn, với lý do không thể hòa giải. Stause nộp đơn ly hôn và chính thức chấm dứt cuộc hôn nhân vào tháng 12 năm 2019. Họ đã chính thức chấm dứt lần cuối cùng vào ngày 22 tháng 2 năm 2021. 

## Phim ảnh
| Năm                | Tên phim                         | Vai diễn             | Thể loại/Ghi chú                                                 |
| ------------------ | -------------------------------- | -------------------- | ---------------------------------------------------------------- |
| 2005–2011          | All My Children                  | Amanda Dillon Martin | Sê-ri thường                                                     |
| 2008               | Scaring the Fish                 | Robin                |                                                                  |
| 2009               | The Crimson Mask                 | Jules                |                                                                  |
| 2011               | The Crimson Mask: Director's Cut | Jules                |                                                                  |
| 2011               | Body of Proof                    | Justine Befort       | Tập phim: "Your Number's Up"                                     |
| 2012               | Hot and Bothered                 | Payton               | Phim ngắn                                                        |
| 2013–2015, 2019–20 | Days of Our Lives                | Jordan Ridgeway      | Sê-ri thường (2013–2015); vai chính (2019); vai khách mời (2020) |
| 2014–nay           | Youthful Daze                    | Zoey Miller          | Sê-ri thường                                                     |
| 2014               | Meanwhile...                     | Party Girl           | 1 mùa                                                            |
| 2015               | Another Time                     | Julia Practor        |                                                                  |
| 2015               | Mistresses                       | Yoga Woman           | Phần thứ 3, mùa thứ 5                                            |
| 2015               | Misguided                        | Chrishell            | 1 episode                                                        |
| 2016               | The Young and the Restless       | Bethany Bryant       | Vai chính                                                        |
| 2018               | Eve of Abduction                 | Lila                 |                                                                  |
| 2019–nay           | Selling Sunset                   | Herself              | Vai chính                                                        |

## Các đề cử sáng giá
| Năm  | Giải thưởng                          | Thể loại                                                   | Công việc              | Kết quả         | Ref. |
| ---- | ------------------------------------ | ---------------------------------------------------------- | ---------------------- | --------------- | ---- |
| 2020 | Giải thưởng Emmy ban ngày lần thứ 47 | Diễn viên khách mời xuất sắc trong một bộ phim truyền hình | Ngày sống của chúng ta | Chưa có kết quả |      |

## Các thông tin liên quan
1. ↑  "Ok so those following along on the new ID quest, thought I would do a kick back to my old real ID & an old fake ID from Days of Our Lives when Jordan was on the run-ha! RIP Chrishell Stause & Ellen Rogers! It's Chrishell Hartley now". Truy cập ngày 16 tháng 3 năm 2018.
2. 1 2  "Rest Stop". Soap Opera Digest. ngày 28 tháng 6 năm 2016. pg. 38.
3. ↑  "Ok so those following along on the new ID quest, thought I would do a kick back to my old real ID & an old fake ID from Days of Our Lives when Jordan was on the run-ha! RIP Chrishell Stause & Ellen Rogers! It's Chrishell Hartley now". Truy cập ngày 16 tháng 3 năm 2018.
4. ↑  "All My Children Star Chrishell Stause Visits MSU". Murray State University. tháng 12 năm 2006. Bản gốc lưu trữ ngày 4 tháng 3 năm 2016. Truy cập ngày 12 tháng 12 năm 2006.
5. ↑  "Who's There: Demi Rose Mawby & Dacre Montgomery?". Bản gốc lưu trữ ngày 11 tháng 11 năm 2017. Truy cập ngày 7 tháng 12 năm 2017.
6. ↑  "All My Children's Chrishell Stause Joins Dana Delany on Body of Proof - Today's News: Our Take". TVGuide.com. ngày 3 tháng 9 năm 2011. Truy cập ngày 20 tháng 7 năm 2013.
7. ↑  Matt Webb Mitovich (ngày 5 tháng 12 năm 2011). "Chrishell Stause Talks Body of Proof Role, Original All My Children Finale". TVLine. Truy cập ngày 20 tháng 7 năm 2013.
8. ↑  "Exclusive: All My Children Alum Chrishell Stause Joins Days of Our Lives". TVLine. ngày 19 tháng 6 năm 2013. Bản gốc lưu trữ ngày 16 tháng 6 năm 2013. Truy cập ngày 18 tháng 4 năm 2013.
9. ↑  Fairman, Michael (ngày 2 tháng 7 năm 2013). "The Ken Corday Interview – Days of our Lives". On-Air On-Soaps. Bản gốc lưu trữ ngày 6 tháng 7 năm 2013. Truy cập ngày 2 tháng 7 năm 2013.
10. ↑  "Chrishell Stause Dishes On Her 'DAYS' Debut". soapoperanetwork.com. ngày 19 tháng 6 năm 2013. Truy cập ngày 16 tháng 6 năm 2013.
11. ↑  Soap Opera Digest: Comings and Goings (Vol. 38, No. 33). p. 12. August 2013.
12. ↑  "CHRISHELL STAUSE OFF DAYS". Soap Opera Digest. Truy cập ngày 24 tháng 10 năm 2014.
13. ↑  "Chrishell Hartley Back To Days". Soaps.sheknows.com. ngày 30 tháng 11 năm 2018. Truy cập ngày 12 tháng 2 năm 2019.
14. ↑  Rebecca Iannucci. "'Mistresses': Chrishell Stause in Season 3 Cast". TVLine. Truy cập ngày 16 tháng 4 năm 2015.
15. ↑  Webb Mitovich, Matt (ngày 20 tháng 4 năm 2016). "The Young and the Restless Casts Chrishell Stause as Wild Child". TVLine. United States: Penske Media Corporation. Bản gốc lưu trữ ngày 20 tháng 4 năm 2016. Truy cập ngày 20 tháng 4 năm 2016.
16. ↑  Thomas, Michael. "Y&R/DAYS Alum Chrishell Stause Gets Exciting New Gig!". Bản gốc lưu trữ ngày 7 tháng 6 năm 2023. Truy cập ngày 7 tháng 12 năm 2017.
17. ↑  "The Oppenheim Group Real Estate Agent Chrishell Hartley". ogroup.com. Truy cập ngày 12 tháng 2 năm 2019.
18. ↑  "Chrishell Stause says ex-fiance 'Glee's' Matthew Morrison is a real-life player". Blog.zap2it.com. Bản gốc lưu trữ ngày 15 tháng 5 năm 2013. Truy cập ngày 20 tháng 7 năm 2013.
19. ↑  "Revenge's Justin Hartley Is Dating All My Children's Chrishell Stause". Eonline.com. ngày 10 tháng 1 năm 2014. Truy cập ngày 5 tháng 6 năm 2014.
20. ↑  Fairman, Michael (ngày 31 tháng 7 năm 2016). "Justin Hartley and Chrishell Stause Engaged!". On-Air On-Soaps. United States: Michael Fairman Soaps, Inc. Bản gốc lưu trữ ngày 8 tháng 10 năm 2016. Truy cập ngày 1 tháng 8 năm 2016.
21. ↑  Leonard, Elizabeth (ngày 28 tháng 10 năm 2017). "This Is Us Star Justin Hartley and Chrishell Stause Are Married". People. Truy cập ngày 28 tháng 10 năm 2017.
22. ↑  Todisco, Eric; Mizoguchi, Karen (ngày 22 tháng 11 năm 2019). "Justin Hartley and Chrishell Stause Split After 2 Years of Marriage". People (bằng tiếng Anh). United States: Time Inc. Bản gốc lưu trữ ngày 23 tháng 11 năm 2019. Truy cập ngày 23 tháng 11 năm 2019.
23. ↑  SOD (ngày 4 tháng 12 năm 2019). "Chrishell Hartley Files for Dissolution of Marriage". Soap Opera Digest. United States: American Media, Inc. Truy cập ngày 4 tháng 12 năm 2019.
24. ↑  "Daytime Emmy Awards 2020 Nominations: The Complete List". emmyonline.org and National Academy of Television Arts and Sciences. ngày 21 tháng 5 năm 2020.